# Rasburicasa
La rasburicasa, que se vende bajo marcas como Elitek en EE.UU y Fasturtec en la UE, es un medicamento utilizado para tratar los niveles elevados de ácido úrico que se producen como consecuencia del síndrome de lisis tumoral. Se administra mediante inyección gradual en una vena. La rasburicasa es el principal compuesto utilizado para prevenir y tratar la enfermedad renal debida al síndrome de lisis tumoral, ya que acelera el catabolismo del ácido úrico que causa daño renal. Otras opciones de tratamiento sólo reducen la formación del ácido úrico.
Los efectos secundarios más comunes son náuseas, fiebre, hinchazón, ansiedad, dolor de cabeza, diarrea y bajo nivel de fosfato. Otros efectos secundarios pueden incluir anafilaxia (<0,1%) y metahemoglobinemia. No debe utilizarse en personas con deficiencia de G6PD. Es la enzima urato oxidasa creada por tecnología de ADN recombinante.

## Historia
La rasburicasa fue aprobada para uso médico y pediátrico en Europa en 2001 y en los Estados Unidos en 2002. En el año 2009 se aprobó para pacientes adultos. Se encuentra ubicada en la Lista de Medicamentos Esenciales de la Organización Mundial de la Salud. Sin embargo, el tratamiento con rasburicasa es mucho más caro que otras terapias. En el Reino Unido cuesta al NHS unas 350 libras esterlinas por vial de 7,5 mg a partir de 2021. Esta cantidad en Estados Unidos cuesta unos 5.000 USD para adultos.

## Farmacología
Es una versión recombinante de la urato oxidasa, una enzima que metaboliza el ácido úrico a alantoína, un producto que es 5 a 10 veces más soluble que el ácido úrico, se excreta a nivel renal y que carece de efectos adversos para la salud. La urato oxidasa está presente en muchos mamíferos, pero no en los humanos.  La rasburicasa es producida por una cepa genéticamente modificada de Saccharomyces cerevisiae, en la que el ADN complementario (ADNc) que codifica la rasburicasa ha sido clonado de una cepa del hongo Aspergillus flavus.
La rasburicasa (UniProt Q00511) es una proteína tetramérica con subunidades idénticas. Cada subunidad consta de una única cadena polipeptídica de 301 aminoácidos con una masa molecular de aproximadamente 34 kDa. El producto farmacéutico es un polvo liofilizado, estéril, de color blanco a blanquecino, destinado a la administración intravenosa después de su reconstitución con un diluyente.

### Mecanismo de acción
En los humanos, el ácido úrico es el paso final en la vía catabólica de las purinas. La rasburicasa cataliza la oxidación enzimática del ácido úrico poco soluble a un metabolito inactivo y más soluble, la alantoína. La alantoína es un metabolito inactivo del metabolismo de las purinas y es de cinco a diez veces más soluble que el ácido úrico, por lo que se facilita su excreción renal. El dióxido de carbono y peróxido de hidrógeno aparecen como subproductos en la reacción química.

### Farmacodinamia
Se utilizó la medición del ácido úrico plasmático para evaluar la eficacia de la rasburicasa en estudios clínicos. Después de la administración de 0,15 o 0,20 mg/kg de rasburicasa al día durante hasta 5 días, los niveles plasmáticos de ácido úrico disminuyeron en 4 horas y se mantuvieron por debajo de 7,5 mg/dL en el 98% de los pacientes adultos y el 90% de los pacientes pediátricos durante al menos 7 días. No se reportó evidencia de que hubiera efecto dosis-respuesta en el control del ácido úrico para dosis entre 0,15 y 0,20 mg/kg de rasburicasa.

### Farmacocinética
Después de la infusión de rasburicasa a una dosis de 0,20 mg/kg/día, el estado estable se logró para el día 2-3 de su administración. Se observó una acumulación mínima de rasburicasa (<1,3 veces) entre el día 1 y el día 5 de terapia. El volumen de distribución medio fue de 110 a 127 ml/kg en pacientes pediátricos y de 75,8 a 138 ml/kg en adultos, respectivamente, lo que es comparable al volumen vascular fisiológico. La rasburicasa es una proteína y, por lo tanto: 1) no debe unirse a otras proteínas; 2) la degradación metabólica debe seguir la vía de otras proteínas, por ejemplo la hidrólisis de péptidos; 3) es poco probable que sea candidato para interacciones farmacológicas. El aclaramiento de rasburicasa fue de aproximadamente 3,5 ml/h/kg. La vida media terminal fue similar en pacientes pediátricos y adultos y osciló entre 15,7 y 22,5 horas. El aclaramiento aumenta en aproximadamente un 35% en niños y adolescentes en comparación con los adultos, lo que resulta en una menor exposición sistémica. La eliminación renal se considera una vía menor para la eliminación de la rasburicasa.

## Uso clínico
La rasburicasa está aprobada para su uso por la Agencia Europea de Medicamentos para la profilaxis y el tratamiento del síndrome de lisis tumoral (SLT)  en personas que reciben quimioterapia para ciertos cánceres de la sangre incluyendo leucemiaa y linfomas y tumores sólidos. A partir de 2017, no está claro si el tratamiento se traduce en beneficios significativos, como una disminución de las complicaciones renales o un menor riesgo de muerte en personas con estos diagnósticos. No se requiere ajuste según el filtrado glomerular. La dosis diaria usual en todas las indicaciones estadounidenses son de 0,2 mg/kg en 50 ml de infusión salina para administración intravenosa que dura 30 minutos. La duración del tratamiento se coordina con el control sérico de los niveles de ácido úrico, rara vez mayor a 5 días.
Se está estudiando su uso para el tratamiento de la hiperuricemia consecuencia de otras causas. Por ejemplo, se ha utilizado para la hiperuricemia en la gota, otras afecciones reumatológicas y en la rabdomiólisis con insuficiencia renal. Por su elevado costo, se indica en pacientes con niveles de ácido úrico mayores de 8 mg y con elevado riesgo de lisis tumoral.

## Efectos secundarios
La administración de rasburicasa puede causar anafilaxia. La metahemoglobinemia puede ocurrir en individuos susceptibles, como aquellos con deficiencia de G6PDH, debido a la producción de peróxido de hidrógeno en la reacción de la urato oxidasa. Los individuos con deficiencia de G6DPH pueden desarrollar metahemoglobinemia y hemólisis que son el resultado del estrés oxidativo producido por el peróxido de hidrógeno.
La rasburicasa tiene potencial antigénico, desencadenando la producción de anticuerpos en el 10% de los pacientes y administraciones repetidas del fármaco pueden reducir su eficacia y aumentar el riesgo de hipersensibilidad, lo que puede explicarse por la aparición de anticuerpos neutralizantes, y este hecho puede constituir una limitación importante para la terapia a largo plazo.

### Contraindicaciones
El uso de rasburicasa está contraindicado en individuos con deficiencia de G6PDH y otros trastornos celulares que se sabe que causan anemia hemolítica.
La rasburicasa produce peróxido de hidrógeno como un subproducto de la conversión del ácido úrico en alantoína. Para prevenir una posible anemia hemolítica inducida por peróxido de hidrógeno, la rasburicasa está contraindicada en pacientes con estos trastornos.